# 国家自然历史博物馆 (法国)
国家自然历史博物馆（法語：Muséum national d'histoire naturelle）位于法国巴黎。其前身为皇家药用植物园。19世纪其在科学领域的地位举足轻重。

## 建馆历史

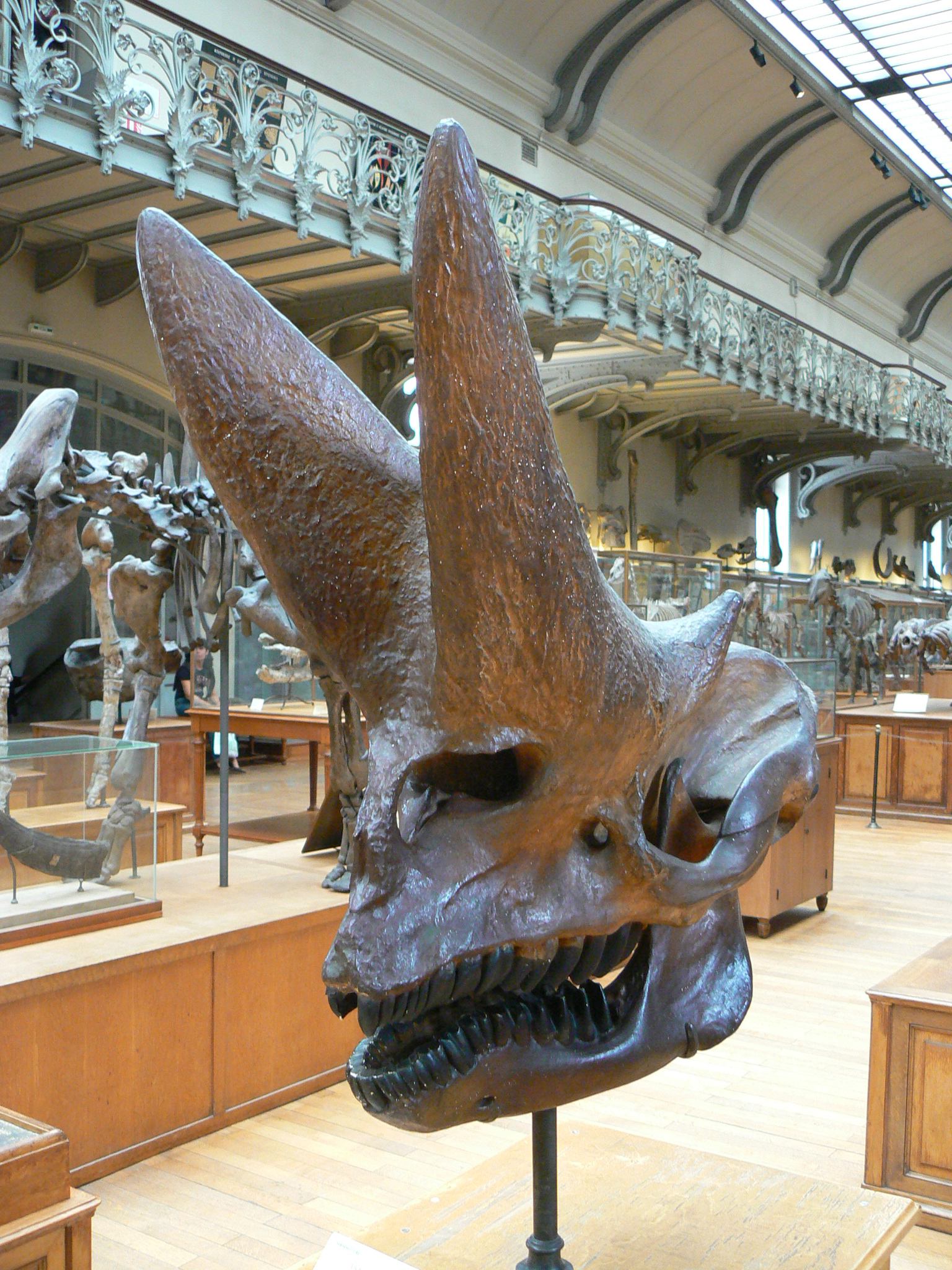
古生物学与比较解剖学馆内的埃及重腳獸

国家自然历史博物馆正式建立于1793年6月10日，为法国大革命期间。其起源于路易十三于1635年建立的皇家药用植物园（Jardin royal des plantes médicinales），当时由皇家医师管理。1718年3月31日，路易十五宣布取消其药用的功能，使其成为了单纯的皇家公园（Jardin du Roi'），并专注于自然史。
18世纪的大部分时期，皇家公园都由布丰管理，他为博物学的先驱。法国大革命后，皇家机构非常幸运的保留了下来，皇家公园被12位教授改建为国家自然历史博物馆。其中包括了解剖学家乔治·居维叶、进化论先驱让-巴蒂斯特·拉马克和艾蒂安·若弗鲁瓦·圣伊莱尔。
该博物馆的目的是为了传授知识，收集藏品并进行科学研究。其在19世纪蓬勃发展，特别是在化学家米歇尔·尤金·谢弗勒尔（Michel Eugène Chevreul）管理期间，其与巴黎大学在科研领域旗鼓相当。例如，亨利·贝可勒尔在任博物馆应用物理主席期间（1892年至1908年）发现了铀的放射性。
1891年12月12日的一道法令结束了这一阶段，使国家自然历史博物馆重新关注自然史。在1907年获得财政自主权后，它开始了新的发展。20世纪末至今，它专注于人类开发对环境影响的研究和教育工作。在法国公共管理领域，博物馆被归类于高等教育机构。

## 机构使命
国家自然历史博物馆具有研究（基础和应用）和传授知识的使命。

### 研究部门
- 分类与进化
- 调控、发展与分子多样性
- 水环境与人口
- 生态与生物多样性管理
- 地球历史
- 人类、自然与社会
- 史前史

### 传播部门
- 巴黎植物园
- 植物园与动物园
- 人类博物馆

国家自然历史博物馆还提供高等教育，提供一个硕士学位点。

## 分馆分布

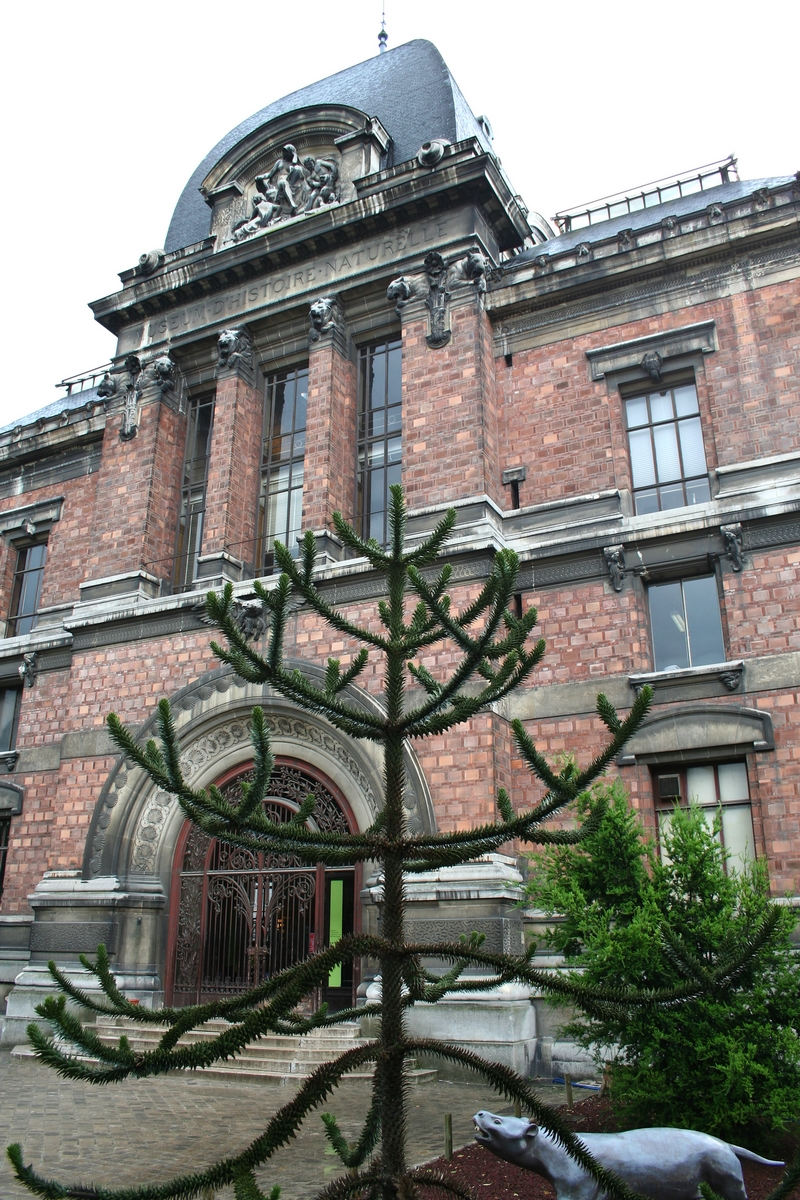
古生物学与比较解剖学馆正面

国家自然历史博物馆的分部遍布法国，包括最开始的皇家植物园。其位于巴黎五区，其内包括矿物学与地质学馆（la Galerie de Minéralogie et de Géologie,）、古生物学与比较解剖学馆（la Galerie de Paléontologie et d'Anatomie Comparée）和著名的进化馆（la Grande Galerie de l'Evolution）。博物馆动物园也坐落于此。
博物馆植物标本馆代号为P，其中保存了大量重要的植物标本，约有8百万份。纳入植物标本馆收藏的标本都以P字头编号，包括让-巴蒂斯特·拉马克（P-LA）、勒内·卢伊什·德方丹（P-Desf.）、图内福尔和布鲁弥耶（P-TRF）。濒危物种贸易公约指定其为FR 75A。其出版了植物学期刊《猴面包树属》（Adansonia），其关于新喀里多尼亚、马达加斯加和科摩罗、柬埔寨、老挝和越南、喀麦隆及加蓬的植物。
人类博物馆位于巴黎十六区。其展品关于人种学和体质人类学，包括文物、化石等。
巴黎十二区文森森林的万塞讷动物园（Zoo de Vincennes）和滨海塞纳省克莱尔动物园（Parc zoologique de Clères），都为博物馆的一部分。

## 主席
在将皇家公园改建为国家自然历史博物馆的过程中设立了12位主席职位。随后的几年，主席的数量和他们的研究领域不断发展，部分被分为两个职位。国家自然历史博物馆的主席名单中包含了许多自然科学史上重要人物。早期由让-巴蒂斯特·拉马克、勒内·卢伊什·德方丹和乔治·居维叶领导，后期由保罗·里韦特和萊昂·瓦蘭特等人领导。

## 流行文化
古生物学与比较解剖学馆和巴黎植物园的其他分别都是法国小说家雅克·塔尔迪的灵感源泉。1976年出版的《Adèle et la bête》的第一页及随后的几页中都出现了这些展馆。故事开始于一个1.36亿年的翼龙蛋孵化出了一只翼龙，它通过博物馆的玻璃屋顶逃脱，在巴黎四处杀戮。

## 历任董事
任期一年：
- 1793－1794 : 路易斯-吉恩-马里·道本顿（Louis-Jean-Marie Daubenton）
- 1794－1795 : 安托万·罗兰·德朱西厄
- 1795－1796 : 贝尔纳·热尔曼·德·拉塞佩德（Bernard Germain de Lacépède）
- 1796－1797 : 路易斯-吉恩-玛丽·道本顿
- 1797－1798 : 路易斯-吉恩-玛丽·道本顿
- 1798－1799 : 安托万·罗兰·德朱西厄
- 1799－1800 : 安托万·罗兰·德朱西厄

任期两年：
- 1800－1801 : 安托万·弗朗索瓦（Antoine François, comte de Fourcroy）
- 1802－1803 : 勒内·卢伊什·德方丹（René Desfontaines）
- 1804－1805 : 安托万·弗朗索瓦
- 1806－1807 : 勒内·卢伊什·德方丹
- 1808－1809 : 乔治·居维叶
- 1810－1811 : 勒内·卢伊什·德方丹
- 1812－1813 : 安德烈·洛吉耶（André Laugier）
- 1814－1815 : 安德烈·图安（AAndré Thouin）
- 1816－1817 : 安德烈·图安
- 1818－1819 : 安德烈·洛吉耶
- 1820－1821 : 勒内·卢伊什·德方丹
- 1822－1823 : 乔治·居维叶
- 1824－1825 : 路易斯·科迪埃（Louis Cordier）
- 1826－1827 : 乔治·居维叶
- 1828－1829 : 勒内·卢伊什·德方丹
- 1830－1831 : 乔治·居维叶
- 1832－1833 : 路易斯·科迪埃
- 1834－1835 : 阿德里安·德·朱西厄（Adrien de Jussieu）
- 1836－1837 : 米歇尔·尤金·谢弗勒尔（Michel Eugène Chevreul）
- 1838－1839 : 路易斯·科迪埃
- 1840－1841 : 米歇尔·尤金·谢弗勒尔
- 1842－1843 : 阿德里安·德·朱西厄
- 1844－1845 : 米歇尔·尤金·谢弗勒尔
- 1846－1847 : 阿道夫·布龙尼亚（Adolphe Brongniart）
- 1848－1849 : 阿德里安·德·朱西厄
- 1850－1851 : 米歇尔·尤金·谢弗勒尔
- 1852－1853 : 安德烈·马里·康斯坦特·迪梅里（André Marie Constant Duméril）
- 1854－1855 : 米歇尔·尤金·谢弗勒尔
- 1856－1857 : 马里·让·皮埃尔·弗卢朗（Marie Jean Pierre Flourens）
- 1858－1859 : 米歇尔·尤金·谢弗勒尔
- 1860－1861 : 伊西多·杰弗洛伊·塞因特-希莱尔（Isidore Geoffroy Saint-Hilaire）
- 1862－1863 : 米歇尔·尤金·谢弗勒尔

任期5年：
- 1863－1879 : 米歇尔·尤金·谢弗勒尔
- 1879－1891 : 埃德蒙·弗雷米
- 1891－1900 : 阿方斯·米尔恩-爱德华兹（Alphonse Milne-Edwards）
- 1900－1919 : 埃德蒙·佩里耶（Edmond Perrier）
- 1919－1931 : 路易斯·曼金（Louis Mangin）
- 1932－1936 : 保罗·莱莫伊内（Paul Lemoine）
- 1936－1942 : 路易斯·杰曼（Louis Germain）
- 1942－1949 : 阿希尔·于尔班（Achille Urbain）
- 1950－1950 : 勒内·让内尔（René Jeannel）
- 1951－1965 : 罗杰·海姆（Roger Heim）
- 1966－1970 : 莫里斯·方丹（Maurice Fontaine）
- 1971－1975 : 伊夫·勒·格兰德（Yves Le Grand）
- 1976－1985 : 让·多斯特（Jean Dorst）
- 1985－1990 : 菲利普·塔凯（Philippe Taquet）
- 1994－1999 : 亨利·德·拉姆利（Henry de Lumley）

## 扩展阅读
- （英文）MNHN official website（页面存档备份，存于）
- （英文）the Virtual Gallery of Mineralogy
- （法文）Popular and unofficial site
- Flickr （页面存档备份，存于） Mostly Paris, some Lille.
- （英文）Photos of Muséum national d'histoire naturelle

48°50′32″N 2°21′23″E / 48.842109°N 2.356286°E